# 217.ª Divisão de Infantaria (Alemanha)
A 217ª Divisão de Infantaria (em alemão:217. Infanterie-Division) foi uma unidade militar que serviu no Exército alemão durante a Segunda Guerra Mundial.

## Comandantes
| Comandante                        | Data                                             |
| --------------------------------- | ------------------------------------------------ |
| Generalleutnant Richard Baltzer   | ? de agosto de 1939 - 14 de fevereiro de 1942    |
| Generalleutnant Friedrich Bayer   | 14 de fevereiro de 1942 - 27 de setembro de 1942 |
| General der Infanterie Otto Lasch | 27 de setembro de 1942 - ? de outubro de 1943    |
| Generalleutnant Walter Poppe      | ? de outubro de 1943 - 15 de novembro de 1943    |

## Oficiais de operações
| Major Otto Schaefer                        | 26 de agosto de 1939-5 de janeiro de 1940 |
| Oberst Wuthenau                            | 1940-1941                                 |
| Major Theoderich von Dufving               | 18 de julho de 1941-5 de março de 1942    |
| Oberst Hugo Freiherr von Süsskind-Schwendi | 5 de março de 1942-15 de agosto de 1943   |

## Área de operações
| Polônia                         | setembro de 1939 - maio de 1940    |
| Países Baixos, Bélgica & França | maio de 1940 - janeiro de 1942     |
| Frente Oriental, setor central  | janeiro de 1942 - novembro de 1943 |